# Осіка-де-Жос
Осіка-де-Жос (рум. Osica de Jos) — село у повіті Олт в Румунії. Входить до складу комуни Осіка-де-Жос.
Село розташоване на відстані 146 км на захід від Бухареста, 21 км на південь від Слатіни, 38 км на схід від Крайови.

## Населення
За даними перепису населення 2002 року у селі проживали 1506 осіб.
Національний склад населення села:
| Національність | Кількість осіб | Відсоток |
| -------------- | -------------- | -------- |
| румуни         | 1438           | 95,5%    |
| цигани         | 68             | 4,5%     |

Рідною мовою назвали:
| Мова      | Кількість осіб | Відсоток |
| --------- | -------------- | -------- |
| румунська | 1480           | 98,3%    |
| циганська | 26             | 1,7%     |